# Charles Leonard Hamblin
Charles Leonard Hamblin (1922 - 14 de maig de 1985) va ser un professor de filosofia, filòsof i científic de la computació australià. Les seves principals contribucions en el camp de la filosofia van ser en l'estudi de les fal·làcies, i en la ciència de la computació, és acordat per la idea de la pila recursiva (o LIFO, de l'acrònim en anglès). Hamblin també va ser el responsable de la introducció (o creació) de la notació polonesa inversa a la dècada del 1950.